# Difon

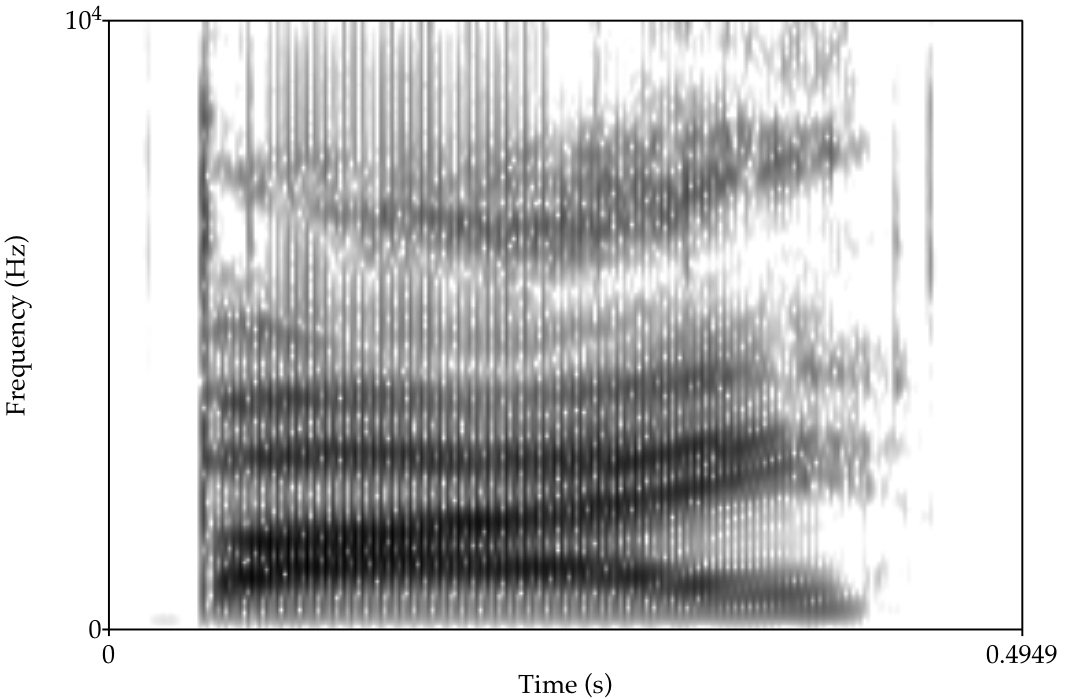
Spektrogram från inspelning av ordet //baɪ//.

Difon är inom lingvistiken två på varandra följande foner. Oftast syftar begreppet på klipp från ljudinspelningar av tal, där klippen har valts från mitten av ett språkljud till mitten av nästa. Trifon är motsvarande för tre foner.
Ordet "bil" kan delas upp i tre foner: /b/, /i:/ och /l/, fyra difoner: /-b/, /bi:/, /i:l/ och /l-/, samt tre trifoner: /-bi:/, /bi:l/ och /i:l-/ (där - står för den omgivande tystnaden, givet att ordet uttalas för sig själv).
Inspelningar av di- och trifoner används främst i konkatenerande talsyntes, där de sätts ihop till sammanhängande tal. De ger ett mer naturligt tal än att bara klippa ihop enkla foner eftersom de fångar övergångarna mellan de olika fonerna. Ett språk som har {\displaystyle n} olika foner kan teoretiskt ha över {\displaystyle n^{2}} olika difoner och över {\displaystyle n^{3}} olika trifoner. I praktiken är ofta många kombinationer omöjliga, vilket reducerar det antal som behöver spelas in för att skapa en komplett databas.